# Günters korv

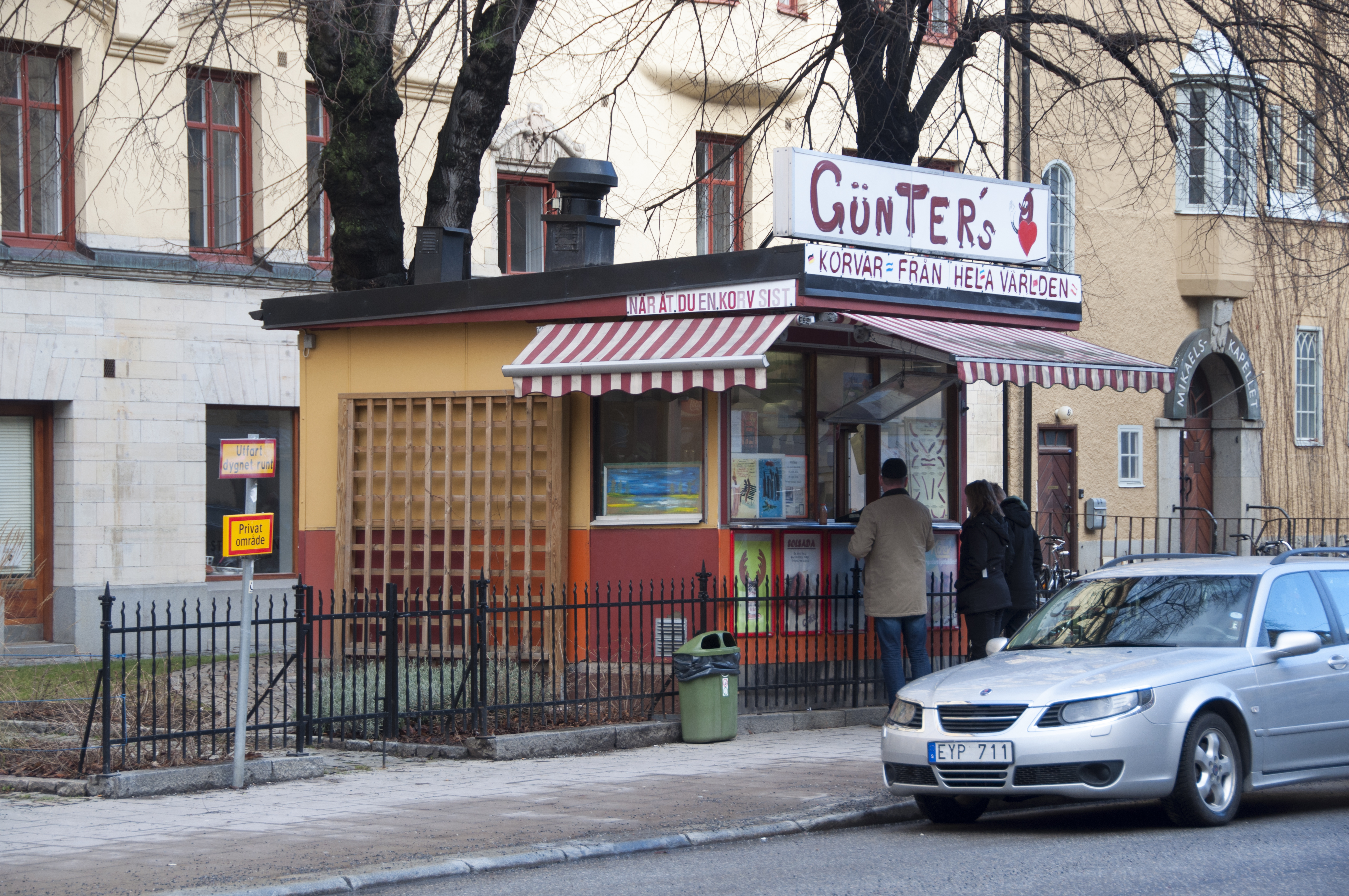
Günters korv, Karlbergsvägen 2014.

Günters korv är en korvkiosk på Karlbergsvägen 66 i Stockholm. Den grundades av Günter Schwarz som på 1980-talet introducerade ett mer exotiskt utbud av korvar än vad som vanligen förekom i svenska korvkiosker. Korvarna serverades i baguettebröd med Günter Schwarzs egna chimichurrisås, "hojhojsås" och med bland annat surkål som möjligt tillbehör. Korvarna var även mer kött- och smakrika än normalt och han introducerade sorter som kabanoss och merguez.
Günter Schwarz avled i mars 2007, men korvkiosken drevs vidare av släktingar en tid innan den såldes. Sedan 2017 drivs den av nye ägaren Türkes Güclü.
Günters korv serverade länge den tysktillverkade korven zigeunerwurst, men efter att Unga romer och Radio Stockholm uppmärksammat dåvarande ägaren om att romer kan uppleva det som kränkande bytte han namn på den till "romersk korv". Leif GW Persson lät sin karaktär Lars Martin Johansson få en blodpropp utanför Günters korv efter att han beställt just en zigeunerwurst i boken Den döende detektiven och i filmatiseringen från 2018 gör Türkes Güclü rollen som sig själv.